# Shehbaz Sharif
Mian Muhammad Shahbaz Sharif (tiếng Punjab và tiếng Urdu: میاں محمد شہباز شریف, phát âm [miˈãː mʊˈɦəmːəd̪ ʃɛhˈbaːz ʃəˈriːf]; sinh ngày 23 tháng 9 năm 1951) là một chính trị gia người Pakistan giữ chức vụ thủ tướng thứ 23 và đương kim thủ tướng Pakistan, tại vị kể từ ngày 11 tháng 4 năm 2022. Ông là đương kim chủ tịch của Liên đoàn Hồi giáo Pakistan (N). Trước đây, ông đã từng ba lần giữ chức vụ Thủ hiến của Punjab trong sự nghiệp chính trị của mình, khiến ông trở thành Thủ hiến tại vị lâu nhất của Punjab.
Shehbaz được bầu vào Hội đồng tỉnh Punjab năm 1988 và Quốc hội Pakistan năm 1990. Ông lại được bầu vào Hội đồng Punjab vào năm 1993 và được bầu làm Lãnh đạo phe đối lập. Ông được bầu làm thủ tướng lần đầu tiên vào năm 1997, Shehbaz tuyên thệ nhậm chức Bộ trưởng của Punjab vào ngày 20 tháng 2 năm 1997. Sau cuộc đảo chính Pakistan 1999, Shehbaz cùng với gia đình đã trải qua nhiều năm tự lưu vong tại Saudi Arabia, trở về Pakistan vào năm 2007. Shehbaz được bổ nhiệm làm Bộ trưởng nhiệm kỳ thứ hai sau chiến thắng của PML-N ở tỉnh Punjab trong cuộc tổng tuyển cử ở Pakistan năm 2008. Ông được bầu làm Thủ hiến Punjab lần thứ ba vào năm 2013 và phục vụ nhiệm kỳ của mình cho đến khi đảng của ông thất bại trong cuộc tổng tuyển cử Pakistan 2018. Ông được đề cử làm Chủ tịch Liên đoàn Hồi giáo Pakistan-N sau khi anh trai ông Nawaz Sharif bị truất quyền nắm giữ. Ông được đề cử làm Thủ lĩnh phe đối lập sau cuộc bầu cử năm 2018.
Vào tháng 12 năm 2019, Cục giải trình quốc gia Pakistan (NAB) đã phong tỏa 23 bất động sản thuộc về Shehbaz và con trai của ông ta, Hamza Sharif, với cáo buộc rửa tiền. Vào ngày 28 tháng 9 năm 2020, NAB đã bắt Shehbaz tại Tòa án tối cao Lahore và truy tố anh ta về tội rửa tiền. Ông đã bị giam giữ trong khi chờ xét xử. Vào ngày 14 tháng 4 năm 2021, Tòa án tối cao Lahore đã trả tự do cho ông sau khi nộp tiền bảo lãnh cho cáo buộc rửa tiền. Giữa cuộc khủng hoảng chính trị Pakistan 2020–2022, ông được bầu làm Thủ tướng vào ngày 11 tháng 4 năm 2022 sau cuộc bỏ phiếu bất tín nhiệm chống lại Imran Khan.